# Blake Edwards
Blake Edwards, właśc. William Blake Crump (ur. 26 lipca 1922 w Tulsie, zm. 15 grudnia 2010 w Santa Monica) – amerykański reżyser, scenarzysta i producent filmowy oraz aktor. W 2004 za całokształt osiągnięć otrzymał honorowego Oscara.

## Życiorys
Edwards urodził się jako William Blake Crump w 1922 roku. Był synem Donalda i Lillian (de domo Grommett) Crumpów. Jego ojciec opuścił rodzinę jeszcze zanim się urodził. Jego matka ponownie wyszła za mąż za Jacka McEdwardsa, który został jego ojczymem; McEdwards był synem J. Gordona Edwardsa, reżysera niemych filmów. Blake Edwards karierę zaczynał jako aktor i autor scenariuszy.
Edwards znany był głównie jako reżyser serii filmów o Różowej Panterze z Peterem Sellersem w roli niezdarnego inspektora Clouseau oraz innych zwariowanych komedii z połowy lat 60. – Wielki wyścig (1965), Przyjęcie (1968). W swoim dorobku ma także dzieła innych gatunków: melodramat Śniadanie u Tiffany’ego (1961), dramat obyczajowy Dni wina i róż (1962) oraz western Zawadiaki (1971). Łącznie jest autorem ponad 40 filmów.
W latach 1953–1967 był żonaty z Patricią Walker, a od 1969 roku z Julie Andrews, która zagrała w kilku jego filmach (m.in. Victor/Victoria, 1982).
Zmarł w szpitalu, wskutek powikłań po zapaleniu płuc.

## Filmografia
- 1959: Operacja „Halka”
- 1959: Wymarzony urlop
- 1960: Najwyższy czas
- 1961: Śniadanie u Tiffany’ego
- 1962: Dni wina i róż
- 1962: Próba terroru
- 1965:  Wielki wyścig
- 1966: Co robiłeś na wojnie, tatku?
- 1968: Przyjęcie
- 1970: Urocza Lili
- 1971: Zawadiaki
- 1974: Ziarnko tamaryszku
- 1979: Dziesiątka
- 1981: S.O.B.
- 1982: Victor/Victoria
- 1983: Mężczyzna, który kochał kobiety
- 1984: Micki i Maude
- 1986: Niezły bajzel
- 1986: Takie jest życie
- 1987: Randka w ciemno
- 1988: Zachód słońca
- 1989: Bez uczucia
- 1991: Switch: Trudno być kobietą

### Cykl Różowa Pantera
- 1963: Różowa Pantera
- 1964: Różowa Pantera: Strzał w ciemności
- 1975: Powrót Różowej Pantery
- 1976: Różowa Pantera kontratakuje
- 1978: Zemsta Różowej Pantery
- 1982: Na tropie Różowej Pantery
- 1983: Klątwa Różowej Pantery
- 1993: Syn Różowej Pantery

## Nagrody
- Nagroda Akademii Filmowej 2004: całokształt twórczości
- Cezar Najlepszy film zagraniczny: 1983: Victor/Victoria
- Złota Malina Najgorsza reżyseria: 1989:Zachód słońca